# Крипто-християнство
Крипто-християнство (Також криптохристиянство, криптохристияни, підпільне або таємне християнство; грець. Κρυπτός - «таємний», «укритий») - в Середні віки і Новий час - підпільні, таємні послідовники християнства, особливо в суспільствах, де переважають послідовники іншої віри, що роблять релігійний тиск на представників цієї релігійної меншини.

## Історія
Незважаючи на те, що саме християнство виникло в підпіллі і довгий час сповідалося таємно, а також переслідувалося домінуючим в античні часи язичництвом, криптохристиянами вважають зазвичай середньовічних і сучасних християн, насильно навернених в інші релігії (наприклад в іслам і ін.) І таємно виконуючих християнські обряди.
Особливого поширення класичні форми крипто-християнства отримали в Південній Європі і сусідніх регіонах після арабських завоювань VII ст. (Балкани, Мала Азія, Північна Африка, Близький Схід).
За часів Османської імперії крипто-християнами стали багато етнічних греків, вірмени, болгари, грузини і албанці, формально навернені в іслам, але вони таємно сповідували християнську віру. Криптохристияни вели такий же спосіб життя, як і мусульмани: щоб ті не підозрювали їх в удаваному виконанні приписів ісламської релігії або в віровідступництві, вони обрізалися і обрізали своїх дітей, носили мусульманський одяг, молилися разом з мусульманами в мечеті, ховали своїх одновірців за мусульманським обрядом і т.д. 
Втім, коли було можливо не виконувати мусульманські обряди, таємні християни їх не виконували. Наприклад, в Понті в селі Кромни «якщо хтось [з таємних християн] вмирав, то під тим або іншим приводом ходжу видаляли з села і поховання здійснював священик, якого офіційно звали Мехмет або Юсуф».
У подібній ситуації опинилися також християнські прозеліти в Японії, яка заборонила християнство в 1643-1858 рр., А також послідовники християнських релігійних культів, що мали антикомуністичну або антирадянську спрямованість, на території СРСР і більшості країн Варшавського договору, з державною доктриною атеїзму.
При цьому можливі і більш складні ситуації, наприклад крипто-католицтво у Великій Британії після 1558 року, коли в країні почалися гоніння проти католиків, крипто-православ'я в Речі Посполитій після 1596 року або крипто-протестантизм в офіційно католицьких країнах (Франція, Іспанія, Італія) в цей же період.